# میل نادری(فهرج)
میل نادری یک برج تاریخی مربوط به دوره سلجوقیان است و در جنوب شرقی فهرج در جاده فهرج به زاهدان واقع شده و این اثر در تاریخ ۱۵ دی ۱۳۱۰ با شمارهٔ ثبت ۱۴۳ به‌عنوان یکی از آثار ملی ایران به ثبت رسیده است.
میل نادری فهرج به بلندای نزدیک به چهل گز از آجر ساخته شده و تزئینات آجرکاری جالب توجهی دارد. این میل به دستور نادر شاه افشار برای راهنمایی کاروانیان بم و فهرج در صد کیلومتری شهر بم بازسازی شده‌است.
این بنا در مسیر راه زاهدان - کرمان جای گرفته و در بازه سال‌های ۱۱۶۰–۱۱۴۹ ه. ق ساخته شده است. بلندی آن ۵۵ پا (نزدیک به ۱۷ متر) و محیط آن ۴۳ فوت (۱۳ متر) است.